# الکس لانیپکون
الکس لانیپکون (انگلیسی: Alex Lanipekun؛ زادهٔ ۷ آوریل ۱۹۸۱) بازیگر تئاتر، بازیگر سینما، و بازیگر تلویزیون اهل بریتانیا است.
از فیلم‌ها یا برنامه‌های تلویزیونی که وی در آن نقش داشته‌است می‌توان به دامینا، انحنا اشاره کرد.